# Гімназія міжнародних відносин № 323 (Київ)
Ліцей № 323 Дарницького району м. Києва

## Історія школи
Дата заснування школи — 23 січня 1997 року. Замовник школи — Харківська районна держадміністрація, Головне управління освіти і науки. Генпідрядник — Холдінгова компанія «Київміськбуд — 1». Школа має басейн, відкриття якого відбулося у лютому 1998 року.
У серпні 2001 р. відбулися зміни у статусі школи — спеціалізована з поглибленим вивченням іноземної мови.
З 2008 року школа набула статус гімназії. З 21.03.2025 року школа набула статус ліцею.
Для забезпечення глибоких знань у навчальний план введені спецкурси:
- Основи екологічних знань;
- Історія культури України;
- Всесвітня художня культура;
- Ділове українське мовлення;
- Англійська література;
- Психологія;
- Друга іноземна мова — німецька, французька;
- Логіка;
- Риторика;
- проєктні програми тощо.